# 雷米·格羅索
雷米·格羅索（法語：Rémy Grosso；1988年12月4日—）是一位法國橄欖球運動員。他是法國國家橄欖球隊的一員，代表法國參加了2015年世界盃橄欖球賽。